# Beach Soccer Lignano Sabbiadoro
Il Coil Lignano Sabbiadoro è una società sportiva Italiana di beach soccer della città di Lignano Sabbiadoro.

## Storia
Fondata nel 1999, la Beach Soccer Lignano Sabbiadoro è la prima squadra di beach soccer della rinomata località turistica friulana. I suoi risultati migliori sono il secondo posto alle finali scudetto del 2007 e la vittoria della Coppa Italia nel 2008, stagione in cui la squadra è rimasta fuori dalla Poule Scudetto.

## Palmarès
- Coppa Italia: 1

2008